# Wolfsschlucht (Neubeuern)

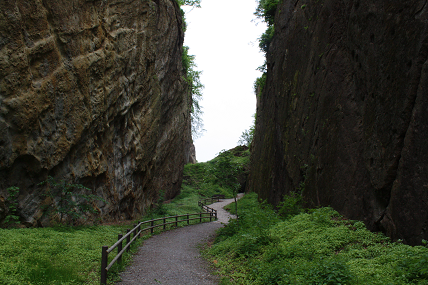
Eingang Wolfsschlucht

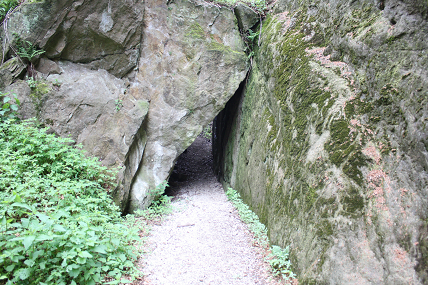
Ausgang Wolfsschlucht

Die Wolfsschlucht ist ein ehemaliger Steinbruch in Neubeuern, einem Markt im oberbayerischen Landkreis Rosenheim. Die Schlucht ist ca. 300 m lang und auf der Nordseite des Neubeuerer Schlossbergs gelegen.

## Geschichte
An die Zeit, da in der Wolfsschlucht Tagebau betrieben wurde, erinnern nur einige wenige Relikte. So hat sich der Steinhauer Johannes Auer an der Nordwand mit seinem Signum verewigt. Ebenso sind noch einige Löcher für Stützgerüste oberhalb des Ausgangs der Schlucht zu sehen. Im Mittelalter wurden hier Mühl- und Schleifsteine gebrochen und über den nahen Inn mit Pferdefuhrwerken verschifft. Die etwa dreißig Meter hohen Wände lassen erahnen, wie viele Mühlsteine hier abgebaut wurden, bis daraus die heute sichtbare Schlucht entstehen konnte.

## Geologie
Die Wolfsschlucht Neubeuern ist als Geotop mit der Nummer 187G003 eingetragen. Durch den Abbau des glaukonitführenden Kalksandsteins entstand eine Schlucht mit Aufschluss mit Gesteinen der südhelvetischen Fazies der Kressenberger-Schichten. Für die Schleif- und Wetzsteine wurden die Grünsandsteine der Schmalflözschichten genutzt.

## Touristische Bedeutung
Die Wolfsschlucht liegt nicht weit entfernt vom Ortszentrum von Neubeuern. Man erreicht sie vom Parkplatz am Rathaus aus. Nach ca. 200 m folgt man einem kleinen nicht beschilderten Pfad in den Buchenwald, der kurz vor einer Kapelle abgeht. Die Schlucht wird ausschließlich von Spaziergängern genutzt. Die Bohrhaken am Ausgang der Schlucht weisen darauf hin, dass die Schlucht heute auch zum Sportklettern genutzt wird. Auf einigen Tafeln wird die Schlucht als Teil des Schiffleutwanderweges bezeichnet.